# Karczew
Karczew este un oraș în Polonia. În 2010 avea 10.271 de locuitori.